# James W. Huffman

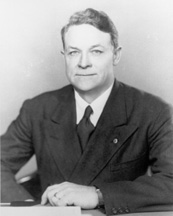
James W. Huffman

James Wylie Huffman, född 13 september 1894 i Chandlersville, Ohio, död 20 maj 1980 i Pickerington, Ohio, var en amerikansk demokratisk politiker.
Huffman studerade vid Ohio Wesleyan University och Ohio State University. Han arbetade sedan som lärare. Han deltog i första världskriget och avlade sedan 1922 juristexamen vid University of Chicago och inledde sin karriär som advokat i Chicago. Han flyttade 1924 tillbaka till Ohio.
Senator Harold H. Burton avgick 1945 för att tillträda som domare vid USA:s högsta domstol. Huffman blev utnämnd till senaten fram till fyllnadsvalet följande år. Kingsley A. Taft vann fyllnadsvalet som Huffman inte kandiderade i. Huffman kandiderade däremot i valet som gällde den följande sexåriga mandatperioden. Han förlorade mot republikanen John W. Bricker.
Huffmans grav finns på Arlingtonkyrkogården.